# Neutrophil extracellular traps
I Neutrophil Extracellular Traps (o NET) sono filamenti di materiale nucleare derivato da granulociti neutrofili ed estruso nell’ambiente extracellulare in risposta ad appropriati stimoli infiammatori. Strutture derivate da analoghi processi sono state descritte anche per altri tipi di leucociti (in particolare granulociti eosinofili e macrofagi). In fisiologia, i NET svolgono la funzione di potenziare la risposta immunitaria innata ad agenti patogeni potenziandone il riconoscimento, limitandone la diffusione e favorendone l’eliminazione. Costituenti fondamentali dei NET sono:
- cromatina (DNA e istoni) decondensata attraverso la citrullinazione degli istoni;
- proteine associate alla cromatina con funzione
  - opsonica,
  - battericida (ad es. peptide LL-37, mieloperossidasi, proteinasi 3),
  - promotrice della coagulazione.

Affinché avvenga la formazione di NET è inoltre necessaria la generazione di specie reattive dell'ossigeno. Infatti i neutrofili derivati da persone affette da malattia granulomatosa cronica (che si caratterizza per l'incapacità dei neutrofili di produrre specie reattive dell'ossigeno) non sono in grado di generare NET.
Sebbene i meccanismi che portano alcuni neutrofili e non altri a formare NET non siano noti, sono disponibili numerose evidenze circa i fattori biochimici che in generale determinano lo sviluppo di fenomeni NETosici. In particolare l'interleuchina 8, il fattore di necrosi tumorale, l'interleuchina 1-beta e l'allarmina high mobility group box 1 sono tutti potenti induttori di NETosi. Le piastrine svolgono un ruolo fondamentale nella generazione di NET in risposta a stimoli infettivi. Esse infatti, a differenza dei neutrofili, sono dotate del recettore Toll-like 4 (TLR4) che consente il riconoscimento del lipopolisaccaride batterico in corso di infezione. Successive interazioni tra piastrine e neutrofili determinano la formazione di NET.
Attraverso studi in vitro sono state descritte due possibili modalità di formazione dei NET:
- NETosi propriamente detta o suicida: estrusione del materiale nucleare associata a dissoluzione della membrana citoplasmatica e conseguente morte cellulare;
- NETosi vitale: rottura della membrana nucleare e formazione di filamenti di cromatina in assenza di rottura della membrana citoplasmatica; la cellula rimane pertanto vitale e capace di fagocitosi, chemiotassi e altre funzioni biologiche.

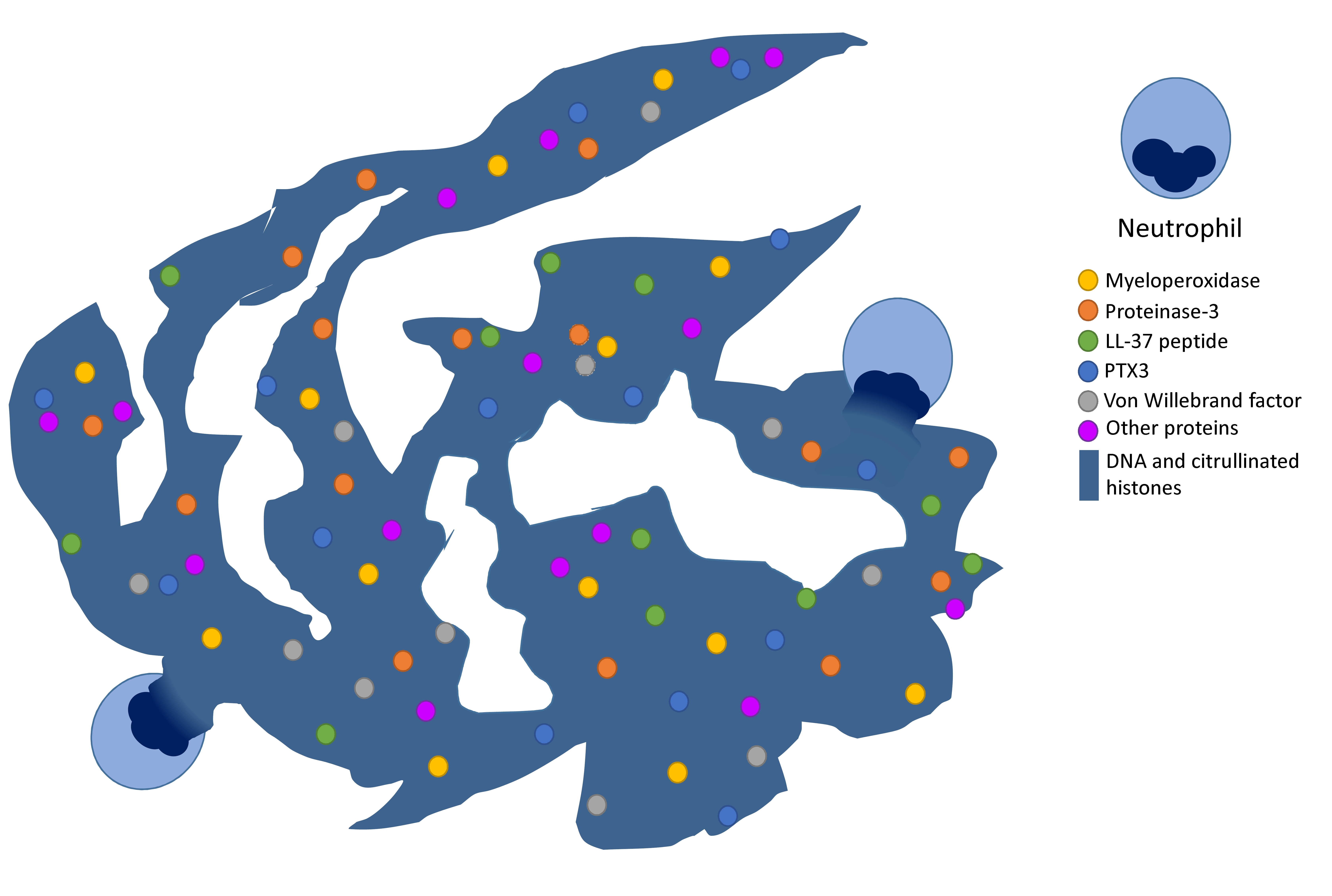
Rappresentazione schematica di NET generati per NETosi suicida. In evidenza alcune delle principali sostanze contenute nei NET: mieloperossidasi, proteinasi-3, peptide LL37, pentraxina 3 (PTX3), fattore di von Willebrand.

## Ruolo dei NET in patologia umana
Come per molti altri fenomeni infiammatori, la generazione di NET risulta vantaggiosa per l'organismo finché l'intensità dei danni prodotti alle strutture dell'organismo stesso è inferiore a quella potenzialmente provocabile dal patogeno e finché i meccanismi di autoregolazione della risposta infiammatoria sono in grado di terminare lo sviluppo di NET non appena lo stimolo infettivo cessa. Nei casi in cui la generazione di NET risulta sproporzionatamente aumentata rispetto allo stimolo o vengono a mancare adeguati meccanismi di rimozione dei NET stessi, ha luogo lo sviluppo di patologia. Ad esempio in corso di sepsi la presenza di elevati tassi di NETosi si associa a peggioramento del danno d'organo forse a causa dell'effetto facilitatore che i NET esercitano sull'attivazione della coagulazione. Nell'ambito delle patologie autoimmuni la persistenza di NET a livello dei tessuti infiammati si traduce in una peristente esposizione di componenti del self associate a potenti fattori adiuvanti al sistema immunitario. La presentazione di tale corredo antigenico a cellule dell'immunità adattativa costituisce la base per lo sviluppo di autoimmunità.
In particolare nel lupus eritematoso sistemico, paradigma delle malattie autoimmuni, il caratteristico difetto nella rimozione dei residui derivati dai fenomeni di morte cellulare si rivela anche in un marcato deficit di clearance dei NET. Tale fenomeno potrebbe essere dovuto alla presenza di anticorpi diretti contro l'enzima DNasi, che consente la digestione del DNA contenuto nei NET. Conseguenza della persistente esposizione di antigeni nucleari al sistema immunitario è quindi lo sviluppo di autoanticorpi diretti contro il DNA e altri componenti del nucleo cellulare. Nell'ambito del lupus eritematoso sistemico la generazione di NET è stata anche associata allo sviluppo della tipica risposta infiammatoria simil-antivirale, dominata dalla produzione di interferone alfa.
Analogamente a quanto osservato nel lupus, nelle vasculiti ANCA-associate è stato osservato che i NET possono fungere da sorgente antigenica per lo sviluppo dei caratteristici anticorpi anti-mieloperossidasi o anti-proteinasi3 e che questi ultimi possono a loro volta indurre i granulociti neutrofili a generare NET.
La formazione di NET è probabilmente implicata anche nella patogenesi dell'artrite reumatoide (dove caratteristicamente si osserva la presenza di anticorpi anti peptidi ciclici citrullinati), della sindrome da anticorpi anti-fosfolipidi e di altre condizioni infiammatorie.
Inoltre, sembra esistere un possibile ruolo dannoso dei NET nella fisiopatologia della COVID-19; pertanto, l'inibizione dei NET rappresenta un potenziale bersaglio terapeutico per la Covid-19.